# Авија BH-28
Авија BH-28 (чеш. Avia BH-28) је чехословачки двоседи, једномоторни, двокрилни вишенаменски авион. Први лет авиона је извршен 1927. године. 

## Пројектовање и развој
Авион су пројектовали инжењери П. Бенеш и М. Хајн на основу спецификације конкурса Министарства народне одбране за набавку извиђачког авиона. Авион је први пут полетео 17. фебруара 1927. године. На овом конкурсу је победила компанија Аеро са типом А-32. Авија је покушала да промовише овај тип авиона у иностранству али јој ни то није пошло за руком.

## Технички опис
Труп је дрвене конструкције обложен шперплочом а делом и платном, правоугаоног попречног пресека са благо заобљеном горњом страницом трупа. Предња страна кљуна, поклопац и облога мотора су били од алуминијумског лима. Конструкција трупа је била класична дрвена просторна решетка чија су поља укрућена жичаним дијагоналама. У трупу се налазила два отворена кокпит за пилота и стрелца. Пилот је био заштићен ветробранским стаклом. На другом кокпиту се налазило постоље за покретни митраљез. Резервоар за гориво се налазио између мотора и кокпита.
Погонска група се сасојала од 14-то цилиндарског, радијалног, ваздухом хлађеног, мотора Armstrong Siddeley Jaguar снаге 283 kW (385 KS), и двокраке Авијине дрврене вучне елисе фиксног корака, направљене од ламинираног дрвета.
Горње крило је једноделно, правоугаоног облика са полукружним крајем и састоји се од две сандучасте рамењаче и ребара од шперплоче. Шперплочом је био покривен простор између рамељача а цело крило обложено платном. Доње крило је дводелно исте конструкције као и горње и имало је већи размах од горњег крила. Само доње крило је било опремљено елеронима (крилцима) дрвене конструкције обложене платном и причвршћени за другу рамењачу. Међукрилни подупирачи облика латиничног слова N као и конструкција балдахина која носи горње крило су направљени од заварених челичних цеви. Сви жичани затезачи између крила су удвојени и на местима укрштања спојени одстојницима. На овај начин смањене су осцилације жичаног затезног система за време лета авиона.
Хоризонтални стабилизатор је имао дрвени оквир који се састојао од две греде и ребара, цео стабилизатор је био прекривен платном. Кормило правца и вертикални стабилизатор су имали конструкцију од заварених челичних цеви прекривених платном. Висинска кормила су такође била од челичних цеви прекривених платном. Управљање кормилима је било механичким путем, помоћу полуга и челичних сајли.
Стајни трап авиона је фиксан направљен од танкозидих заварених челичних цеви са фиксном челичном осовином и два точка са гумама од тврде гуме. Амортизација точкова се вршила помоћу гумених трака. Испод репа авиона налази се дрвена еластична дрљача.

## Наоружање
Авион је био наоружан са два фиксна митраљеза Викерс калибра 7,7 mm који су гађали кроз обртно поље елисе и један двоцевни митраљез Левис кал. 7,7 mm, постављен на рунделу у другом кокпиту.
| Наоружање авиона: Авија        |                        |
| Ватрено (стрељачко) наоружање  |                        |
| Топ                            |                        |
| Митраљез                       |                        |
| Број и ознака митраљеза        | 2 x Vickers; 2 x Lewis |
| Калибар                        | 7,7                    |
| Бомбардерско наоружање (бомбе) |                        |
| Ракетно наоружање (ракете)     |                        |

## Верзије
Направљен је само један прототип овог авиона.

## Оперативно коришћење
Aвион је приказан у Букурешту, где је уништен у несрећи у мају 1927. приликом демонстрационог лета. Оба пилота, Вацлав Бицан и Вацлав Кински, су погинула. Након ове несреће Румунија је одустала од куповине овог авиона а прототип је остао једини направљен примерак.

## Земље које су користиле авион
- Чехословачка